# Horodziej (stacja kolejowa)
Horodziej (biał. Гарадзея, ros. Городея) – stacja kolejowa w miejscowości Horodziej, w rejonie nieświeskim, w obwodzie mińskim, na Białorusi. Leży na linii Moskwa - Mińsk - Brześć.
Stacja powstała w XIX w. pomiędzy stacjami Stołpce a Pogorzelce. Była wówczas ważnym punktem handlu produktami rolniczymi. Agentury przy stacji utrzymywali nawet kupcy warszawscy.